# Разминка
Разми́нка — вводная часть тренировки. Подготавливает человека к более интенсивным физическим нагрузкам. Выполнение разминки может предохранять спортсмена от травм и является важной частью тренировки.
Разминка может состоять из любой физической нагрузки, способной значительно повысить частоту сердечно-сосудистых сокращений: бег трусцой (на воздухе или просто в помещении на месте), занятия на велосипеде (обычном или стационарном), прыжки через скакалку и другое.
Разминка (или растяжка) бывает:
- Динамическая растяжка состоит из пампинга — вы принимаете позу и начинаете тянуться до точки, в которой чувствуете мышечное натяжение, затем возвращаете мышцы в исходное положение, то есть в исходную длину. Далее повторяете процедуру. Динамическая растяжка увеличивает силовые показатели перед «взрывной» силовой тренировкой или во время отдыха между подходами
- Статическая растяжка подразумевает растягивание мышцы до точки, в которой вы чувствуете мышечное натяжение, и последующее сохранение данного положения на некоторое время. Такая растяжка безопасней динамической, однако она отрицательно[источник не указан 714 дней] сказывается на силовых показателях и показателях в беге, если её проводить до тренировки

### Разминка
Разминка нужна для подготовки к тренировке всего организма. В её процессе в результате повышения температуры тела и разогрева мышц активизируется обмен веществ, изменяется в лучшую сторону состояние сердечно-сосудистой и дыхательной систем, повышается работоспособность мышц.
Отказ от разминки может привести к заболеваниям и травмам.
Продолжительность разогрева большей частью зависит от степени подготовленности спортсмена, температуры воздуха, тренировочной одежды.
Разминка перед тренировкой включает в себя следующие виды физической нагрузки:
- бег;
- прыжки со скакалкой;
- разнообразные упражнения для мышц рук, туловища, ног;
- упражнения для повышения гибкости рук, ног, позвоночника путём вращения во всех суставах (от межфаланговых суставов кистей до голеностопных).

Независимо от того, какой разминки придерживается спортсмен, результат один — обязательно должны быть разогреты все мышцы и суставы.